# Arnold Robens

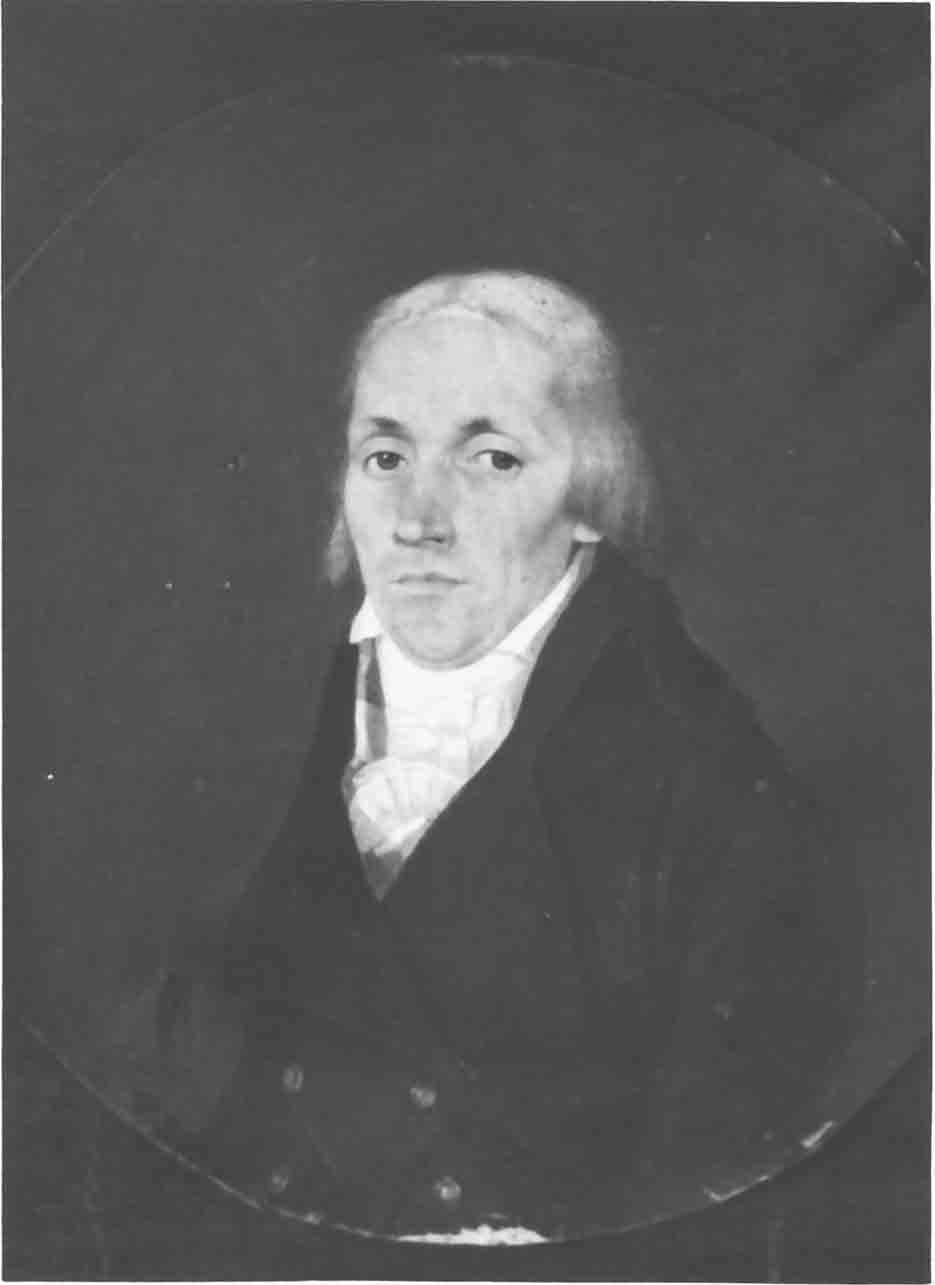
Arnoldus Ludovicus Antonius Robens, beigeordneter Bürgermeister zu Aachen

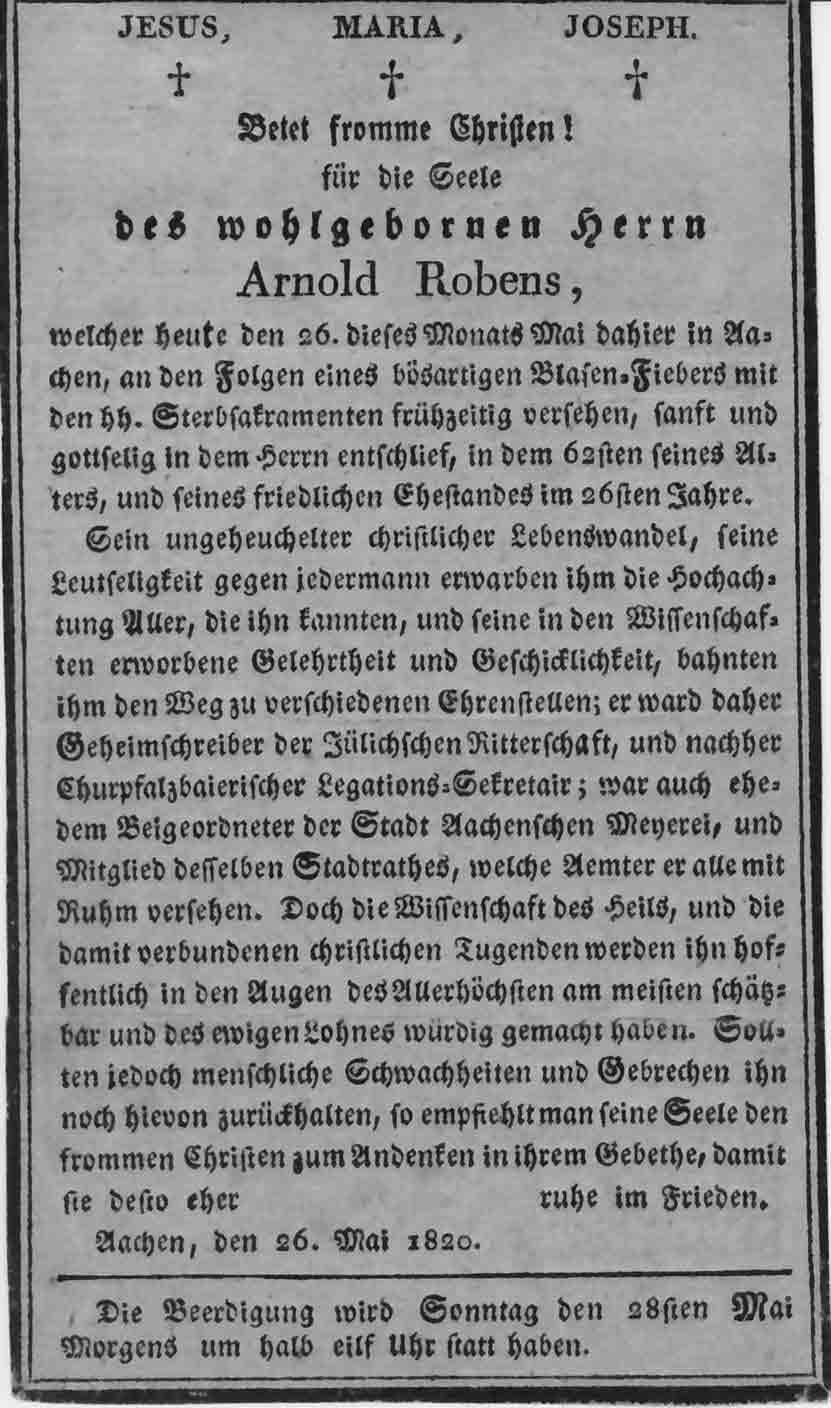
Totenzettel: Arnoldus Ludovicus Antonius Robens

Arnold Ludwig Anton Robens (latinisierter Name: Arnoldus Ludovicus Antonius Robens; ~ 9. November 1758 in der katholischen Pfarrkirche St. Anna in Düren; † 26. Mai 1820 in Aachen) war Geheimschreiber der Jülichschen Ritterschaft, Legationssekretär des kurpfälzischen Vogtmajors in Aachen und schließlich Beigeordneter Bürgermeister der Stadt Aachen. Er war Autor mehrerer genealogisch-heraldischer Werke. Sein Spezialgebiet war die jülichsche Ritterschaft.

## Leben
Arnold Robens, Sohn des Thomas Heinrich Wilhelm Robens (~ 17. August 1730 in Düren; † 16. Mai 1823 in Aachen), kaiserlicher Notar in Düren und später Besitzer des Robenshofs auf dem Kölnsteinweg in Aachen, und seiner zweiten Frau, der Johanna Margaretha Westerich, war zunächst als Geheimschreiber der Jülichschen Ritterschaft erwähnt und als solcher 1789 in Gerresheim bei Düsseldorf ansässig. Bald darauf ist er als Legationssekretär beim kurpfälzischen Vogtmajor in Aachen nachgewiesen.
Als Ende 1792 die Franzosen das Rheinland besetzten, verließ Robens im Gefolge des Freiherrn Balduin von Merode-Houffalize zu Frenz, Direktor der Ritterschaft von Julich und Berg, Aachen, kehrte aber schon bald wieder dorthin zurück. Sein Amt als Legationssekretär war durch die Franzosen hinfällig geworden.
In der Zeit, als auch Aachen unter französischen Verwaltung stand, wurde Robens ab 1805 zum zweiten Adjunkt gewählt, zunächst unter dem Maire Johann Wilhelm Gottfried von Lommessem und ab 1808 unter Cornelius von Guaita. Nach dem Ende der französischen Besatzung und der Eingliederung des Rheinlandes in das Königreich Preußen im Jahr 1815, wurde Robens in den Jahren des Neuaufbaus als Beigeordneter Bürgermeister der Stadt Aachen unter dem jetzt als Oberbürgermeister amtierenden Guaita wiedergewählt. Er übte dieses Amt bis kurz vor seinem Tode aus und verstarb am 26. Mai 1820 an einem „bösartigen Blasenfieber“.
Robens war verheiratet mit Maria Theresia Thekla Fincken (~ 7. März 1759 in Aachen; † 26. August 1832 ebenda), Tochter des holländischen Postmeisters Wilhelm Fincken und der Elisabeth Kreusch. Aus dieser Ehe gingen zwei Töchter hervor, die beide im Kindesalter starben.
Bereits 1894 wurde eine der Straßen, die das ehemalige Gelände des Robensgarten durchzieht, „Robensstraße“ benannt. Der Robensgarten gehörte zum Robenshof, der dem Vater von Arnold Robens gehörte und nach diesem benannt worden war. Der Straßenname ist bis heute erhalten geblieben.
|  |  |

## Genealogisch-heraldisches Wirken
Robens war mit dem Aachener Stadtarchivar Karl Franz Meyer (Aachensche Geschichten) verwandt, dessen Bruder Franz Meyer Robens Tante Franziska Theresia Robens am 12. Oktober 1750 in der Aachener Kirche St. Foillan geheiratet hatte. Aber auch zu Karl Franz Meyers  Sohn und Nachfolger seines Vaters als städtischer Archivar, Karl Franz Leonhard Meyer, pflegte Robens ebenfalls gute Beziehungen. Vielleicht inspirierte ihn diese Verwandtschaft zu seinem ersten Werk Elementar = Werkchen der Wapenkunde, das er 1790 in Düsseldorf und Aachen zweibändig veröffentlichte.
In dieser Zeit schrieb er sein vierbändig beabsichtigtes Werk „Der ritterbürtig - landständische Adel des Grossherzogthums Niederrhein, dargestellt in Wapen und Abstammungen“. Er fand keinen Verleger und so ließ Robens schließlich die ersten beiden Bände im Selbstverlag beim städtischen Buchdrucker M. Weiß drucken. Das Werk erhielt viel Aufmerksamkeit und Beifall. 1818 wurde Robens sogar König Friedrich Wilhelm III. vorgestellt und erhielt von diesem die Goldene Medaille für wissenschaftliche Leistungen. Trotzdem konnten die Kosten nicht gedeckt werden. Die weiteren beiden Bände gelangten nicht mehr zum Druck. Seine Witwe gab den Subskribenten der geplanten Bände 3 und 4 das bereits dafür erhaltene Geld zurück. Die Manuskripte sind verloren. Gemäß Schumacher gerieten sie „zuletzt in die Hände spielender Kinder [.] und [wurden] vernichtet [.].“
Robens genealogisch-heraldische Arbeiten stehen beispielhaft für viele andere, die im Zuge romantischer Strömungen entstanden. Zwar sind sie um Genauigkeit bemüht, genügen aber nicht heutigen wissenschaftlichen Ansprüchen. Vieles wurde unbelegt und ungeprüft aus anderen Unterlagen übernommen. Schumacher schreibt: „auch seltsame etymologische Deutungen von Familiennamen und phantasiereiche Erklärungen der heraldischen Symbolik wären besser unterblieben. Sehr störend wirken die zahlreich eingeschalteten, oft recht mittelmäßigen Verse, die den Adel als den Inbegriff des Deutschtums und aller Tugend, als den von der Vorsehung bestimmten Führer der Nation überschwenglich verherrlichen.“

## Schriften
- Elementar-Werckchen der Wapenkunde: Digitalisierte Ausgabe der Universitäts- und Landesbibliothek Düsseldorf
  - Band 1: Etwas von Stammtafeln und vollständige Sammlung aller im Gülisch-ritterbürtigen Collegio vorh. aufgeschwornen ritterbürtigen Familien-Wapen, Düsseldorf (u. a.) 1790.
  - Band 2 unter dem Titel: Vollständige Sammlung der im Kurkölnisch-ritterbürtigen Collegio zu Bonn und im Westphälisch-ritterbürtigen Collegio zu Arensberg aufgeschwornen vorhandenen Familien-Wapen, Digitalisierte Ausgabe, Düsseldorf (u. a.) 1791.
- Der ritterbürtige landständische Adel des Großherzogthums Niederrhein : dargestellt in Wapen und Abstammungen. Weiß, Aachen 1818 (Digitalisierte Ausgabe der Universitäts- und Landesbibliothek Düsseldorf)
  - Bd. 1. 1818
  - Bd. 2. 1818
- Wappenbuch, (S.l.) 1881.
- Der ritterbürtige landständische Adel des Großherzogthums Niederrhein : dargestellt in Wapen und Abstammungen, Aachen (Weiß) 1818 (Erschienen: Band 1 – 2)
Neudruck im LTR-Verlag, Wiesbaden, ISBN 3-88706-054-7.

Robens’ Werke sind im KVK nachgewiesen. Sie liegen auch in digitalisierter Form auf CDR und DVD vor. Eine Einsichtnahme in diese Digitalisate ist während in der Stadtbücherei Haltern am See möglich.